# Монтанье, Филипп
Фили́пп Жак Ви́льям Монтанье́ (фр. Philippe Jacques William Montanier; род. 15 ноября 1964, Вернон) — французский футболист и тренер.

## Игровая карьера
Филипп Монтанье играл на позиции вратаря в первом и втором дивизионах чемпионата Франции. Выступал за клубы «Кан», «Нант», «Тулуза», «Геньон» и «Сент-Этьен».

## Тренерская карьера
В 2004 года Филипп Монтанье возглавил «Булонь» и в 2009 году был признан лучшим тренером Лиги 2. После того как ему удалось вывести команду в элитный дивизион французского первенства, он неожиданно покинул клуб и возглавил «Валансьен». После нескольких сезонов, проведённых в «Валансьене», Монтанье предложили возглавить клуб чемпионата Испании «Реал Сосьедад». 4 июня 2011 года он подписал 2-летний контракт с клубом. 21 мая 2013 года было объявлено, что он не собирается продлевать контракт с «Реалом Сосьедад». По окончании сезона возглавил «Ренн».

## Достижения

### В качестве игрока
«Кан»
- Серебряный призёр Лиги 2: 1987/88

### В качестве тренера
«Ренн»
- Финалист Кубка Франции 2013/14
- Финалист Кубка французской лиги: 2012/13

«Тулуза»
- Победитель Лиги 2: 2021/22
- Обладатель Кубка Франции: 2022/23

«Ланс»
- Серебряный призёр Лиги 2: 2019/20